# Gratitude (Earth, Wind & Fire)
Gratitude primo album dal vivo degli Earth, Wind & Fire, pubblicato nel 1975 dalla Columbia Records con alcuni brani registrati in studio. 
L'album ha raggiunto la prima posizione nella Billboard 200 per tre settimane ed il singolo Sing a Song la quinta posizione nella Billboard Hot 100.

## Tracce
1. Sing a Song
2. Gratitude
3. Celebrate
4. Can't Hide love
5. Sunshine
6. Shining Star
7. Sun Goddes
8. Devotion
9. Africano/Power medley
10. Yearnin' Learnin'
11. Reasons
12. Sing a Message to You
13. New World Symphony